# トヨタ・ピクシススペース
ピクシス スペース（PIXIS SPACE）は、トヨタ自動車で販売されていた軽トールワゴンである。ダイハツ・ムーヴコンテ（ムーヴコンテカスタム含む、以下「コンテ」）のOEM版である。2016年12月末製造終了。

## 概要
2011年頃の日本国内全体の自動車販売は、若年層の車離れなどで伸び悩んでいるが、軽自動車については需要が堅調で日本国内市場の底上げに貢献している。特に地方においては2台目の車として購入されるケースも多く、普及台数が伸びている。また、トヨタの各販売店においても以前から低燃費、低価格が売りの軽自動車をラインナップに加えたいという要望も多かった。
それらの事実を認識したトヨタは2010年9月28日に子会社のダイハツ工業から軽自動車をOEMで調達することに合意。そして2011年には、軽自動車のシリーズ「ピクシス」がスタート、スペースはその第一弾として2011年9月26日に発売された。ベースとなっている車両はムーヴシリーズのコンテである。
取扱販売店はトヨタカローラ店、ネッツ店が基本であるが、軽自動車市場比率が高い地域のうち、取扱希望のあった青森県、秋田県、鳥取県、島根県、四国地区、福岡県を除く九州・沖縄地区についてはトヨタ店・トヨペット店を含めたすべてのトヨタの販売店での取扱となっている。なお、新車の展示は、そのうちでさらに選定された「ピクシス・ステーション」という一部の店舗のみで行われた。
なお、SUBARU（旧・富士重工業）には関連車種が存在しなかった（後発のピクシス メガ（←ウェイク）やピクシス ジョイ（←キャスト）も同様）。
キャッチコピーは当初、「マイスペース PIXIS SPACE」だったが、後に「四角いマイスペース PIXIS SPACE」に変更された。

## 装備・機構
エンブレム類以外はコンテと同一で、装備内容・保証内容も同一。グレード体系はコンテのナビ付最上級グレード「G NAVI」を除く5グレードが用意され、グレード名称も同一であるが、コンテでは「G NAVI」で標準装備のマルチリフレクターハロゲンフォグランプが、スペース「X」ではメーカーオプション設定、コンテ「X」ではディーラーオプションとして設定される、カクカクシカジカ関連のアクセサリーが用意されないほか、特別仕様車も一切用意されないなど、装備面での選択パターンがコンテと異なる。 
エンジンはNA車全グレードにKF型（KF-VE型）を搭載し、「X」と「カスタムG」にはコンテにも採用されているアイドリングストップ機構「eco IDLE（エコアイドル）」も採用。NA車は「eco IDLE」の有無を問わず、全グレード「平成17年基準排出ガス75%低減レベル（☆☆☆☆）」と「平成22年度燃費基準+25%」を同時に達成している。

## 年表

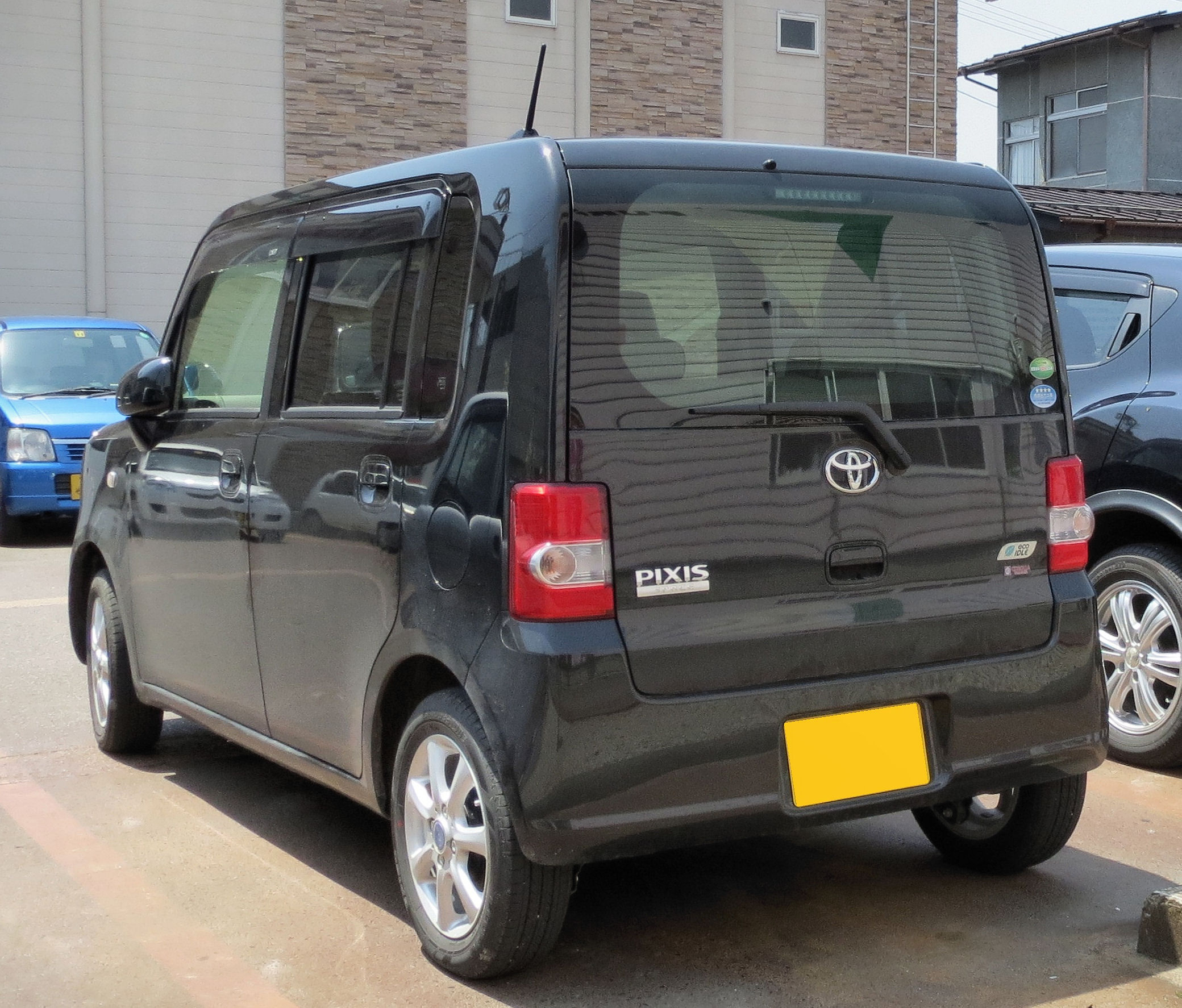
標準車 リヤ （2011年9月発売型）
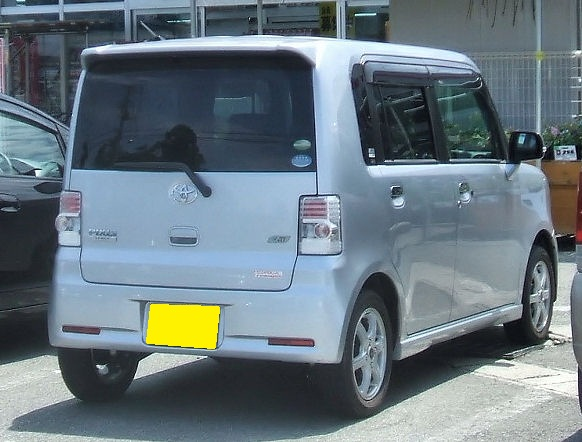
カスタムG リア （2011年9月発売型）

2011年9月26日
発表・販売開始。
2012年4月10日
前日のコンテの改良を受け、一部改良。燃焼効率の向上やエネルギーロスの低減を図った新型エンジンを採用するとともに、アイドリングストップ機構「eco IDLE」には停車直前（車速約7km/h）からエンジンを停止する機能を追加し、対象グレードを全グレードに拡大。これらにより燃費が大幅に向上され、NA・2WD車が「平成27年度燃費基準+20%」、NA・4WD車が「平成27年度燃費基準+10%」、ターボ車の「カスタムRS」が「平成27年度燃費基準」をそれぞれ達成するとともに、「カスタムRS」は「平成17年基準排出ガス75%低減レベル（☆☆☆☆）」も同時に取得。装備面ではリアコンビネーションランプのストップランプがLED化され、「カスタムRS」「カスタムG」には6スピーカーパック（16cm 4ドアスピーカー&ツィーター）が標準装備になった。
また、「カスタムRS」除くグレードのホイールキャップおよびアルミホイールのデザインがミラ イース（同年5月ピクシス エポックとして供給開始）と共通化、「カスタムRS」に装着されていたMOMO製革巻きステアリングホイールなどが早くも廃止。
2013年7月1日
同日のコンテの改良を受け、一部改良。NA車にCVTサーモコントローラーを新たに採用するとともに、NA・2WD車は「エコアイドル」の停車前アイドリングストップの車速を9km/h以下に早めたことで燃費を向上。これにより、NA・2WD車に加え、NA・4WD車も「平成27年度燃費基準+20%」を達成。ターボ車の「カスタムRS」も燃費を向上し「平成27年度燃費基準+10%」を達成した。さらに、サスペンションの特性変更で乗り心地を、ブレーキのサイズアップにより制動力を、防音材の性能向上や配置変更により静粛性をそれぞれ向上させた。ボディカラーは「ライトローズメタリック（「L」・「X」専用色）」と「ブライトシルバーメタリック」を廃止する代わりに、「L」と「X」には「マスカットグリーンメタリック」と「ムースピンクパール（オプションカラー）」を追加。併せて、カスタム系グレード専用色だった「アーバンナイトブルークリスタルメタリック（オプションカラー）」が「L」・「X」にも、「L」・「X」専用色だった「ミストブルーマイカメタリック」がカスタム系グレードにもそれぞれ設定できるようになった。さらに、「L」・「X」にはルーフ、リアピラー、ドアミラー、ホイールキャップを白（ボディはパールホワイトIII）で統一した「2トーンセレクション」3タイプをオプション設定した。「X」はホイールキャップデザインを変更。装備面ではアジャスタブルパックを全車標準装備し、「L」を除く全車にはキーフリー連動オート格納式カラードドアミラーやキーフリー電池残量警告灯も装備された。
2014年5月8日
仕様変更。「L」・「X」にオプション設定されている「2トーンセレクション」に「パールホワイトIII×コットンアイボリー」を追加し、同オプションで装着されるフルホイールキャップを従来のパールホワイトIII塗装からツートーンカラード（パールホワイトIIIとボディ色の2トーン塗装）に変更した。
2015年4月8日
仕様変更。「カスタムRS」の4WD車を除く全車で新たに設けられた「平成32年度燃費基準」を達成し、特に、「L」・「X」・「カスタムX」・「カスタムG」の2WD車は「平成32年度燃費基準+10%」を達成した。リヤハッチに貼り付けられていたeco IDLEエンブレムは廃止。
2016年7月22日
コンテに併せる形でボディカラーのラインアップの整理のため「マスカットグリーンメタリック」及び「アーバンナイトブルークリスタルメタリック」「パールホワイトⅢ×マスカットグリーンメタリック」が廃止。
2016年12月末
コンテに併せる形でオーダーストップ、並びに生産終了。以後、在庫のみの対応となる。
2017年1月28日
販売終了に伴い、ホームページの掲載を終了。トヨタブランドの軽自動車として、最初に姿を消した。既存のピクシスジョイ（ダイハツ・キャストのOEM）が事実上の後継車種となる。
2017年3月31日（補足）
OEM元のコンテが販売終了。
- 標準車 リヤ
（2011年9月発売型）
- カスタムG リア
（2011年9月発売型）

## 車名の由来
- ピクシス - 「いたずら好きな小妖精」を意味する英語のpixieからの造語。
- スペース - トールワゴンの形状に由来。